# Scyllarus pygmaeus
Scyllarus pygmaeus är en kräftdjursart som först beskrevs av Charles Spence Bate 1888.  Scyllarus pygmaeus ingår i släktet Scyllarus och familjen Scyllaridae. IUCN kategoriserar arten globalt som livskraftig. Inga underarter finns listade i Catalogue of Life.